# Ristisaari (ö i Norra Savolax, Varkaus, lat 62,20, long 28,52)
Ristisaari är en ö i Finland. Den ligger i sjön Enonvesi och i kommunen Varkaus i den ekonomiska regionen  Varkaus ekonomiska region  och landskapet Norra Savolax, i den sydöstra delen av landet, 290 km nordost om huvudstaden Helsingfors. Öns area är 19,3 hektar och dess största längd är 0,8 kilometer i sydöst-nordvästlig riktning.